# Hemileuca electra
Hemileuca electra is een vlinder uit de onderfamilie Hemileucinae van de familie nachtpauwogen (Saturniidae).
De wetenschappelijke naam van de soort is voor het eerst geldig gepubliceerd door Wright in 1884.

## Ondersoorten
- Hemileuca electra electra
- Hemileuca electra clio Barnes & McDunnough, 1918
  - = Hemileuca clio Barnes & McDunnough, 1918
- Hemileuca electra mojavensis Tuskes & McElfresh, 1995[1]
  - holotype: "male. 26.IX.1981. leg. P. Tuskes"
  - instituut: LACM, Los Angeles, California, USA
  - typelocatie: "USA, California, San Bernardino County, 1.5 km west of Phelan"
- Hemileuca electra rubra Tuskes & McElfresh, 1995[1]
  - holotype: "male. 13.X.1988. leg. P. & A. Tuskes, S. McElfresh and M. Collins"
  - instituut: LACM, Los Angeles, California, USA
  - typelocatie: "Mexico, Baja California, Catavina"